# Atis (rey de Lidia)
Atis (en griego antiguo: Ἄτυς, Atys) es una figura legendaria del II milenio a. C., de quien Heródoto atestigua que fue uno de los primeros reyes de Lidia, entonces probablemente conocido como Meonia.

## Genealogía
Era hijo de Manes o de Heracles y Onfale.
Fue padre de Lido, que le sucedería como rey de Lidia, y de Tirreno.
Sin embargo, Dionisio de Halicarnaso cita a Janto de Lidia quien afirma que los hijos de Atis fueron Lidio y Torebo y que los dos, dividieron el reino después de la muerte de su padre, y que ninguno de ellos abandonó Lidia.
Otra versión dice que de su antepasado Cotis, hijo de Calírroe, y su esposa Halia, hija del autóctono Tulo, nacieron Adies y Ati. Ati y su esposa Calítea, tuvieron a Lido y a Tirreno.

## Mitología
Después de una gran hambruna que duró dieciocho años, Atis tuvo que elegir cuál de sus dos hijos se quedaría en casa y cuál sería obligado a emigrar junto con una parte de la población, siguiendo el proceso de la apoikía. Lido se quedó, mientras que Tirreno fue enviado fuera de Lidia, y llevó a sus seguidores a Umbría, donde se establecieron y llegaron a ser conocidos como tirrenos.